# Thrinciulus multicostis
Thrinciulus multicostis är en mångfotingart som beskrevs av Carl Oscar von Porat 1894. Thrinciulus multicostis ingår i släktet Thrinciulus och familjen Trigoniulidae. Inga underarter finns listade i Catalogue of Life.